# まつもとゆきひろ
- まつもとゆきひろ
- 松本行弘

まつもと ゆきひろ（本名：松本 行弘〈読み同じ〉、1965年〈昭和40年〉4月14日 - ）は、日本のソフトウェア技術者。株式会社ネットワーク応用通信研究所フェロー、楽天株式会社楽天技術研究所フェロー、Rubyアソシエーション理事長、Heroku チーフアーキテクト、株式会社ZOZOテクノロジーズ技術顧問、Linkers株式会社技術顧問、島根県松江市名誉市民。
オブジェクト指向プログラミング言語（スクリプト言語）「Ruby」の開発者として知られる。
氏名は一般に平仮名で表記されることが多い。通称はMatz（マッツ）で、英語圏などで広く定着している。血液型はO型。

## 経歴
大阪府に生まれ、4歳の時から鳥取県米子市に育つ。鳥取県立米子東高等学校を経て、1990年（平成2年）筑波大学第三学群情報学類卒業。島根大学大学院博士課程単位取得退学。
静岡県浜松市に居住していた1993年（平成5年）2月頃、効率的に記述できるプログラム言語の実現を目指し、Rubyの開発を始めた。Rubyを用いて「Hello, world!」という文字列を出力するために半年を要して苦労したが、その後は「Ruby言語の開発で飽きたり、辛く感じたりすることはなかった」と言い切っている。1995年（平成7年）12月、株式会社トヨタケーラム在籍時にRubyを公開した 。Rubyは、その後、2004年に発表されたフレームワーク「Ruby on Rails」の流行に伴い日本国外にも普及した。
1997年から島根県松江市に在住し、同市のネットワーク応用通信研究所 (NaCl) にフェローとして勤務している。2007年（平成19年）6月より楽天の楽天技術研究所のフェローも兼務している。Rubyの普及を目的として設立された一般財団法人「Rubyアソシエーション」の理事長も務める。
2020年9月8日現在、RubyのCコード509,802行のうち、まつもとがコミットしたのは36,437行で1割以下になっている。

## 評価等
経済評論家の勝間和代は、2009年（平成21年）に発した首相官邸『経済危機克服のための「有識者会合」』向けの提言の中で、20代から30代の若者らによる新規事業の顕著な例として、東京ガールズコレクションを発起した永谷亜矢子、『小悪魔ageha』を発起した中條寿子、ならびにオトバンクを発起した上田渉とともに、Ruby開発者としてのまつもとの名を挙げている。
同年にはRuby開発の功績への評価から松江市の名誉市民に選ばれた。
2012年、国際社会で顕著な活動を行い世界で『日本』の発信に貢献したとして、内閣府から「世界で活躍し『日本』を発信する日本人」 の一人に選ばれた。

## 私生活
落ち着いた地方の方が東京などの都会よりも居心地が良いといい、鳥取県で育った後も茨城県つくば市、静岡県浜松市、島根県松江市で暮らす。
末日聖徒イエス・キリスト教会の信者。大学在学中に2年間休学し、宣教師として奉仕している。
Perlの開発者、ラリー・ウォールを尊敬する人物として挙げている。

## 受賞歴
- 2005年度 日本OSS貢献者賞[20]
- 2009年（平成21年）、松江市名誉市民

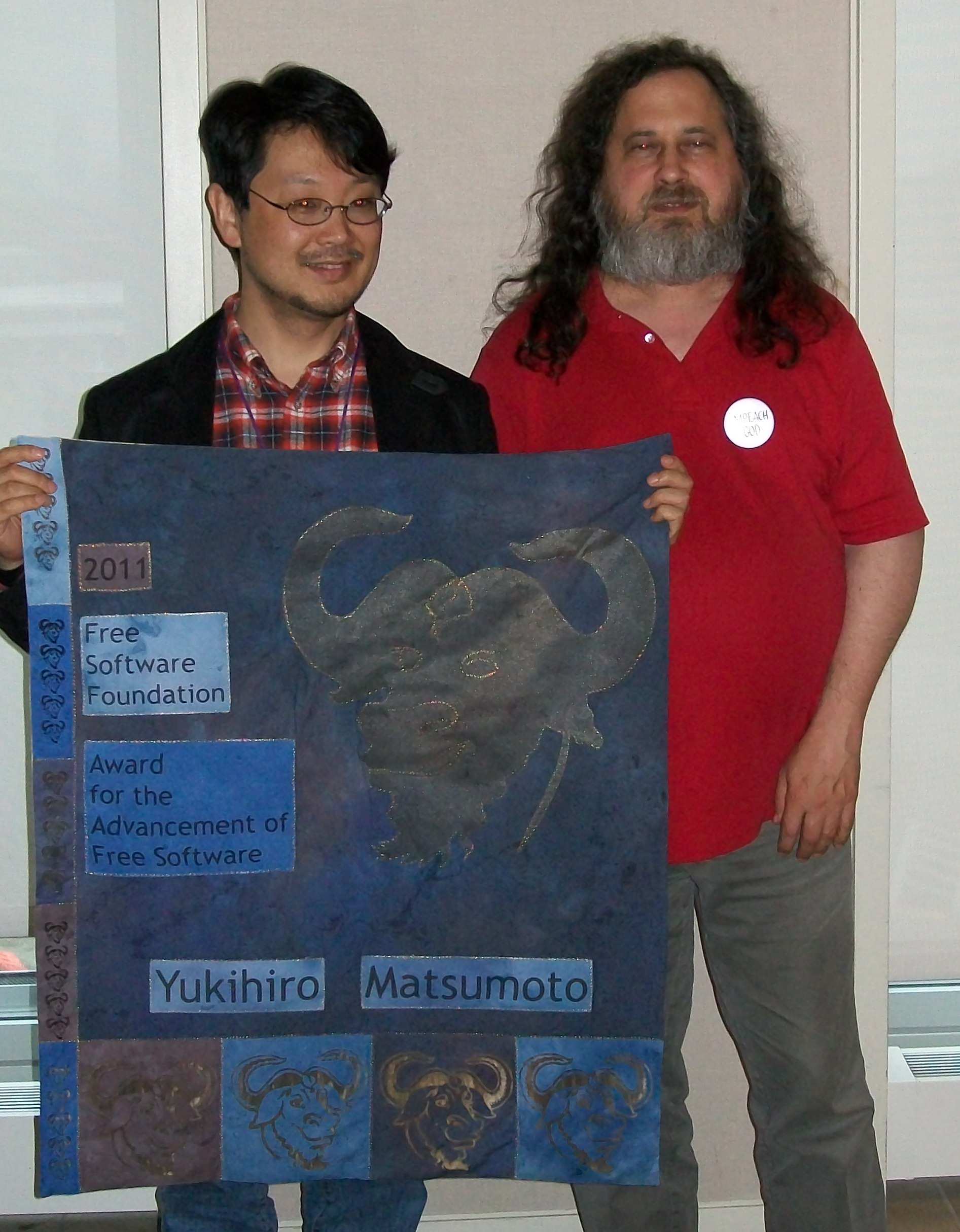
The Award for the Advancement of Free Softwareを受賞した際にリチャード・ストールマンと並ぶまつもと

- 2012年（平成24年）、The Award for the Advancement of Free Software (フリーソフトウェア財団, 2011)[2]
- 2013年（平成25年）、FIT2013船井業績賞[21]

## 著作
- まつもとゆきひろ、石塚圭樹共著『オブジェクト指向スクリプト言語Ruby』アスキー、1999年11月。ISBN 978-4-7561-3254-3。
- 『Ruby　デスクトップリファレンス』オライリー・ジャパン、2000年11月。ISBN 978-4-87311-023-3。
- まつもとゆきひろ／ほか共著 著、日経バイト編 編『ソフトウェアの匠　プログラミング言語からソフトウェア特許まで日本の第一人者が技術の核心を解き明かす』日経BP社、2004年10月。ISBN 978-4-8222-0665-9。
- まつもとゆきひろ／ほか共著 著、アンディ・オラム（英語版）・グレッグ・ウィルソン（英語版）編 編『ビューティフルコード』久野禎子・久野靖訳、オライリー・ジャパン、2008年4月。ISBN 978-4-87311-363-0。
- デヴィッド・フラナガン（英語版）、まつもとゆきひろ『プログラミング言語 Ruby』卜部昌平監訳、長尾高弘訳、オライリー・ジャパン、2009年1月。ISBN 978-4-87311-394-4。
- 『まつもとゆきひろ コードの世界　スーパー・プログラマになる14の思考法』日経BP社(出版) 日経BP出版センター(発売)、2009年5月。ISBN 978-4-8222-3431-7。
- フェデリコ・ビアンクッチ（英語版）・シェイン・ウォーデン（英語版）編 編『言語設計者たちが考えること』村上雅章・佐藤嘉一・伊藤真浩・頃末和義・鈴木幸敏訳、オライリー・ジャパン、2010年9月。ISBN 978-4-87311-471-2。 - まつもとゆきひろのインタビューを追加収録。
- 『まつもとゆきひろ コードの未来』日経Linux編、日経BP社(出版) 日経BPマーケティング(発売)、2012年5月。ISBN 978-4-8222-3463-8。